# اخترشناسی فراکهکشانی

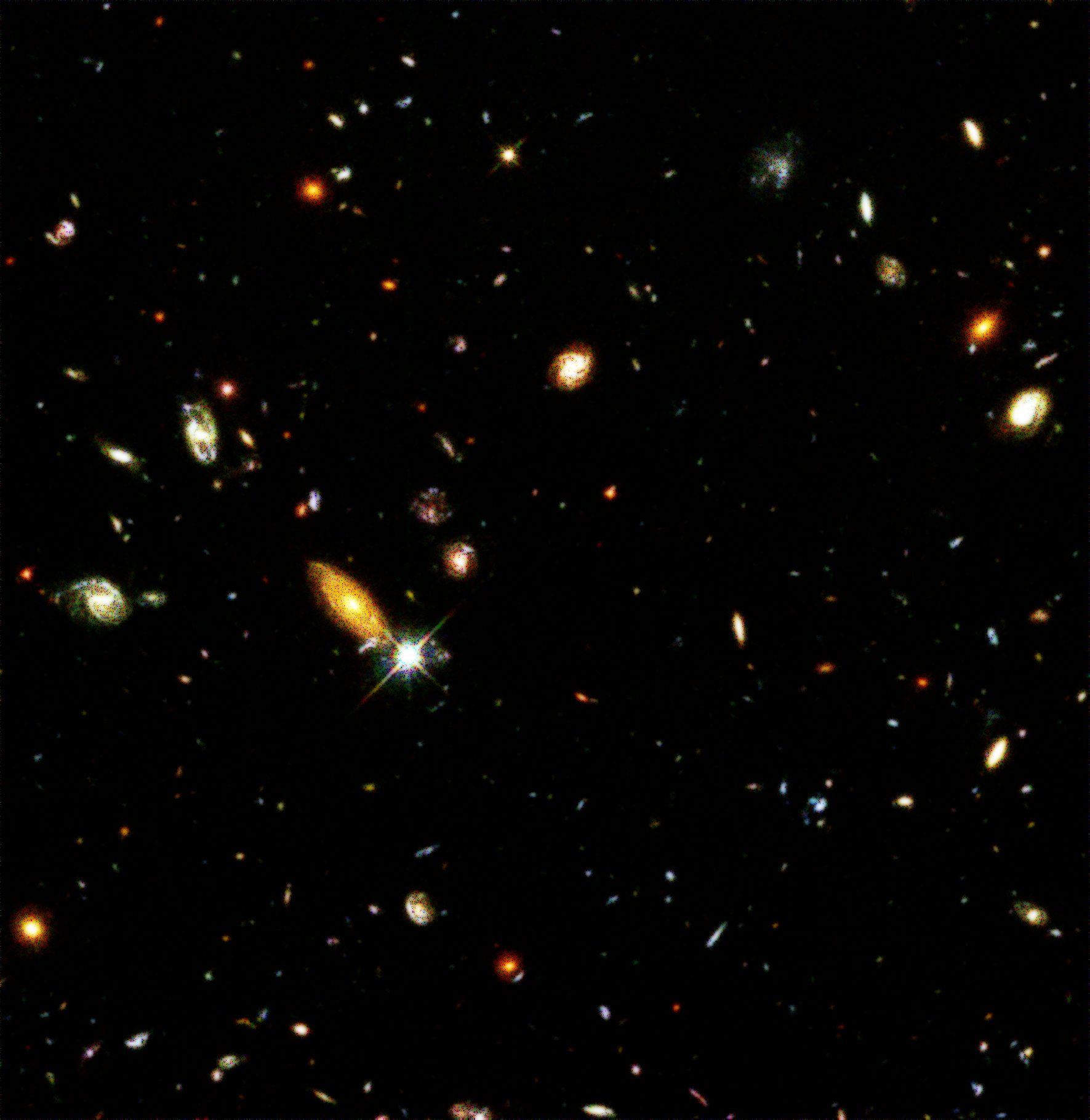
تصویر میدان عمیق تلسکوپ فضایی هابل که در آن کهکشان های بسیاری قابل مشاهده است

اخترشناسی فراکهکشانی دانشی است که به بررسی فضای بیرون از کهکشان راه شیری (که در اخترشناسی کهکشانی بررسی نمی‌شوند) می‌پردازد. با بهبود ابزارهای ستاره‌شناسی هم‌اینک امکان بررسی فضاهای دور فراهم شده است و به همین دلیل این شاخه از ستاره‌شناسی اکنون خود به دو زیرشاخهٔ اخترشناسی فراکهکشانی نزدیک و اخترشناسی فراکهکشانی دور تقسیم‌بندی می‌شود.